# Cadulus vincentianus
Cadulus vincentianus is een Scaphopodasoort uit de familie van de Gadilidae. De wetenschappelijke naam van de soort is voor het eerst geldig gepubliceerd in 1940 door Cotton & Godfrey.